# Julius Graumann

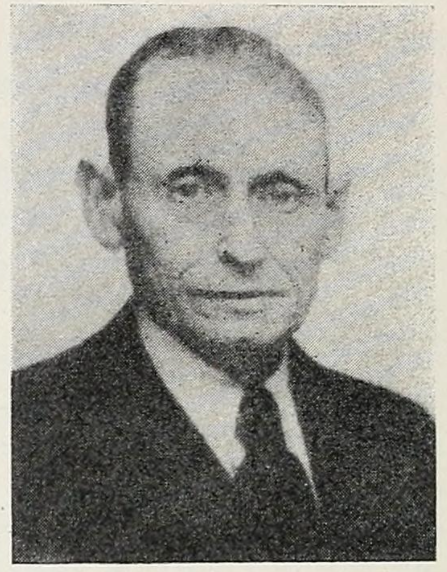
Jules Graumann

Julius Graumann (geboren am 12. Mai 1878 in Fürth;  gestorben am 2. Juni 1944 im Vernichtungslager Auschwitz) war ein deutscher Maler und Grafiker.

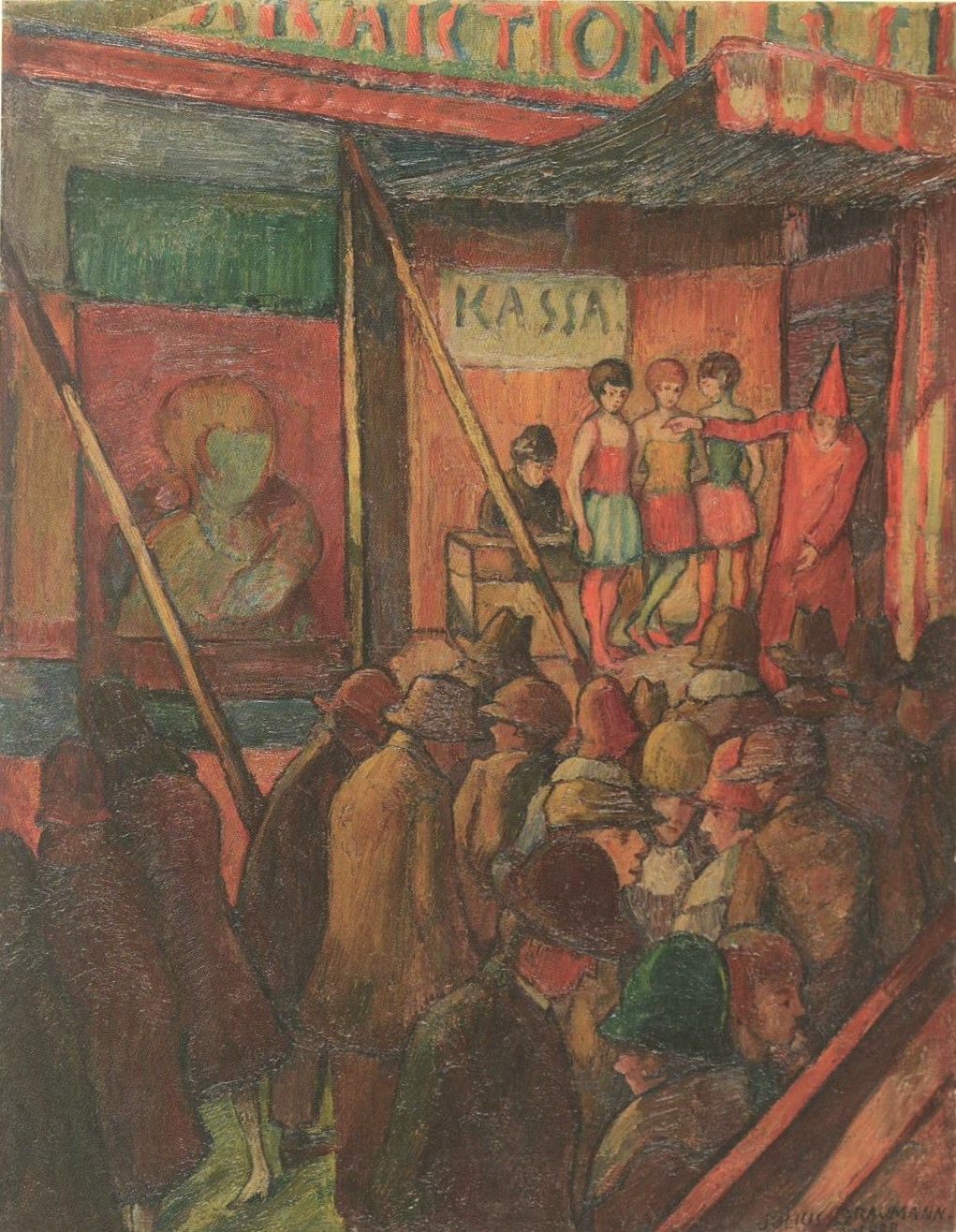
Attraktion (1928)

## Leben und Werk
Julius Graumann wurde 1878 als jüngster Sohn des jüdischen Kaufmanns und Bankiers Gerson Graumann und seiner Ehefrau Maria, geb. Bamberger in Fürth geboren, 1889 zog die Familie nach Nürnberg. Nach dem Abitur, das er in Nürnberg absolvierte, begann er in München zunächst eine künstlerische Ausbildung an der privaten Malschule von Heinrich Knirr. 1898 unternahm er eine Studienreise nach Ungarn. Im gleichen Jahr wurde er an der Akademie der Bildenden Künste München aufgenommen. Er besuchte in der Malklasse von Carl von Marr und Adolf Hölzel in Dachau und lebte von 1902 bis 1914 dort. 1902 richtete er sich in München sein eigenes Atelier ein. 1906 beendete er sein Studium an der Münchener Akademie. Erste größere Ausstellungen mit seinen Werken fanden 1907 im Münchner Glaspalast statt. In den Folgezeit stellte er im Folkwang-Museum gemeinsam u. a. mit Henri Matisse und Georg Jensen, in Nürnberg, Mannheim, Leipzig, Aachen und Berlin aus.

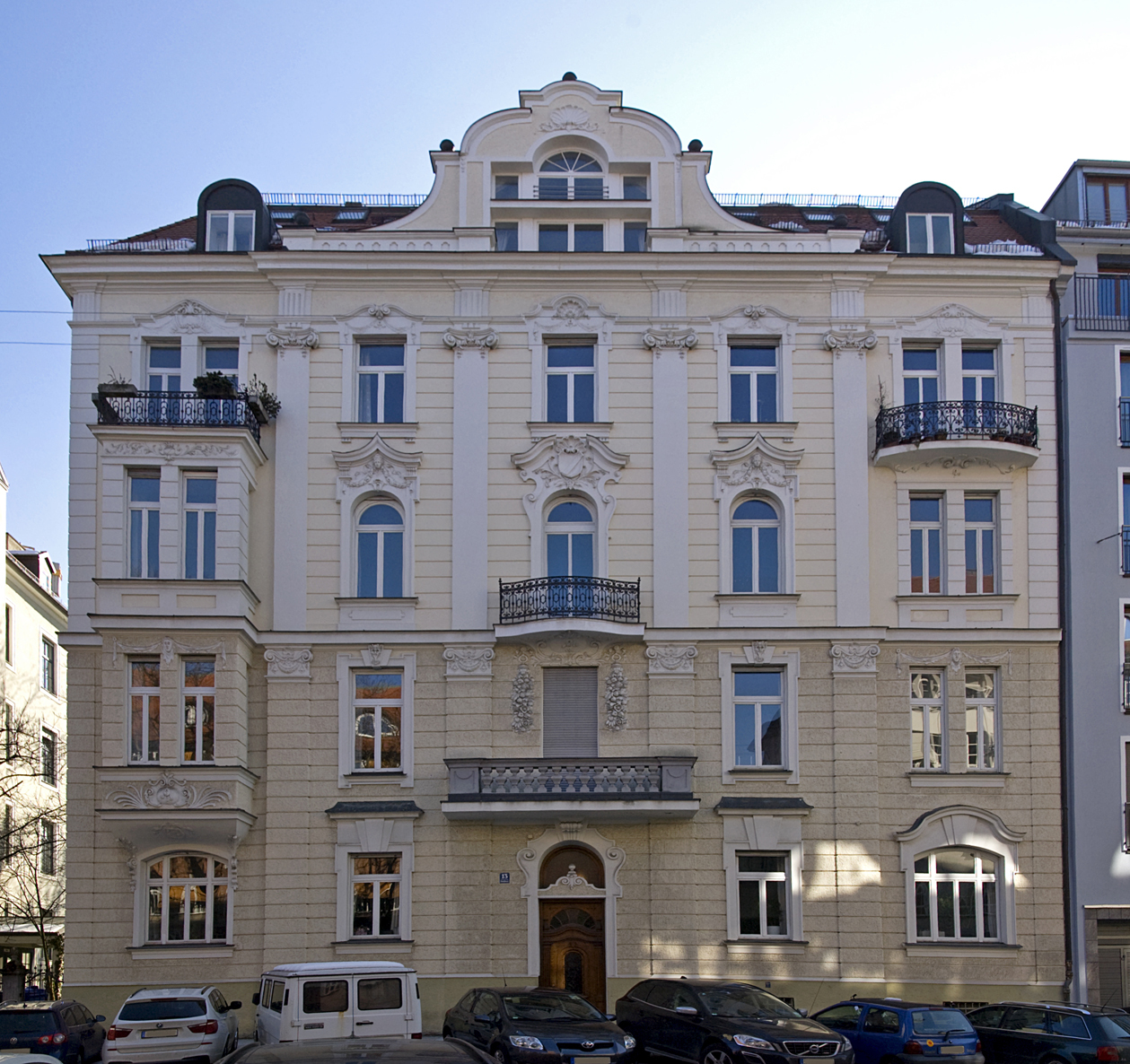
Ainmillerstraße 13 in München: Im 4. Stock des Haues befand sich das Atelier Julius Graumanns

1907 gründete er in München zusammen mit Adolf Kertz die Schule für Ornamentik und Malerei Graumann & Kertz. In dieser Zeit schuf er bevorzugt impressionistische Stadtansichten und Porträts. Im Jahr 1914 porträtierte er in seinem Atelier in der Ainmillerstraße 13 den bayerischen König Ludwig III. Während des Ersten Weltkrieges wurde Julius Graumann am 2. September 1915 als Landsturmmann zum 2. Bayerischen Infanterie-Regiment eingezogen, er wurde jedoch vom Fronteinsatz verschont.
Nach dem Krieg knüpfte Graumann an seine künstlerische Erfolge aus der Vorkriegszeit an und beteiligte sich an verschiedenen Ausstellungen in Deutschland. Ende der 1920er Jahre ging er für einige Zeit nach Berlin. Die Zeitschrift Jugend (1930, Nr. 50) verwendete das Porträt Dr. H. von Julius Graumann auf seiner Titelseite.
Nach der Machtergreifung der Nationalsozialisten flüchtete er am 1. Oktober 1933 zunächst in die Schweiz. Im März 1934 ging er nach Paris. Hier arbeitete er im Maison Les Hortensias in der Rue Jules Chaplain. 1937 stellte er seine Werke auch in Paris aus. Nach dem Einmarsch der Wehrmacht in Frankreich flüchtete Julius Graumann 1940 in den unbesetzten Teil Frankreichs, nach Toulouse. In der Folgezeit versteckte er sich nahe der spanischen Grenze in der südfranzösischen Gemeinde Bagnères-de-Luchon. 1942 wurde er bei einer Razzia von der Gestapo verhaftet, in verschiedene Internierungslager und schließlich am 25. Mai 1944 in das Sammellager Drancy verschleppt. Von dort wurde er fünf Tage später mit dem 75. Transport nach Auschwitz deportiert, wo er kurz nach der Ankunft am 2. Juni 1944 ermordet wurde.
Nachdem die Arbeiten von Julius Graumann nach dem Zweiten Weltkrieg weitgehend in Vergessenheit geraten waren, widmete die kunst galerie fürth 2008 Julius Graumann und Adolf Kerz eine Sonderausstellung. Seine Werke gehören heute zum Bestand zahlreicher Galerien und Museen, u. a. der Städtische Galerie im Lenbachhaus und der Gemäldesammlung der Museen der Stadt Nürnberg.
In der Sendung „Kunst und Krempel“ des BR Fernsehen vom 4. Mai 2019 wurde ein Doppelbild Graumanns vorgestellt. Die Vorderseite der Leinwand zeigt ein frühes impressionistisches Frauenporträt, während auf der Rückseite der Leinwand ein Selbstbildnis des Künstlers im Stil der Neuen Sachlichkeit aus den 1930er Jahren dargestellt ist.

## Werke (Auswahl)
- Mädchen beim Malen (1905)
- Weidengebüsch am Gröbenbach mit dem alten Markt Dachau (1906)
- Knabenbildnis (1907)
- Portrait König Ludwigs III. von Bayern (1914)
- Heimgang (1917)
- Karussell (1918)
- Die Weisen aus dem Morgenland (1922)
- Im Romanischen Café (1926)
- Bildnis des Malers Franz Baum (1927)
- Lehmgrube (1928)
- Dachauer Bauernfamilie (1928)
- Portrait des Schriftstellers Hans E. Hirsch (1929)
- Oktoberfestbude (1929)
- Alexanderplatz in Berlin (1929)
- Masken, Bücher und Krüge (1930)
- Blick aus dem Atelierfenster (1931)
- Zirkus (Gouache auf Papier, 22,5 × 22 cm, 1933;  Museum Kunst der Verlorenen Generation, Salzburg)[10]

## Ausstellungen (Auswahl)
- Glaspalast, München 1907ff.
- Museum Folkwang, 1907
- Ausstellung der Münchener Künstlergenossenschaft, Nürnberg 1912
- Buchgewerbeausstellung, Leipzig 1914
- Erste oberdeutsche Ausstellung, München 1925
- Kunstgalerie,  Fürth 2008
- Museum Kunst der Verlorenen Generation, Salzburg 2019